# Nothoscordum planifolium
Nothoscordum planifolium är en amaryllisväxtart som beskrevs av Pierfelice Ravenna. Nothoscordum planifolium ingår i släktet vaniljlökar, och familjen amaryllisväxter. Inga underarter finns listade i Catalogue of Life.